# 大里街道
大里街道，是中华人民共和国河北省唐山市路北区下辖的一个乡镇级行政单位。

## 行政区划
大里街道下辖以下地区：
军鑫里社区、军安里社区、东大里社区、华育楼社区、凤凰园社区、幸福花园社区、建科楼社区、昌乐社区、银安楼社区、勤源里银行楼社区、赵庄铁路楼社区、丽景琴园社区、金色家园社区、畅春园社区和尚座花园社区。